# Lee Jung-Keun
Lee Jung-Keun, född den 29 juli 1960, är en sydkoreansk brottare som tog OS-brons i fjäderviktsbrottning i fristilsklassen 1984 i Los Angeles. 